# Charles Thurstan Shaw
Charles Thurstan Shaw O CBE FBA FSA (Plymouth, 27 de junho de 1914 — Cambridge, 8 de março de 2013) foi um arqueólogo inglês, o primeiro especialista treinado a trabalhar no que era então a África Ocidental Britânica.  

## Carreira
Especializou-se nas antigas culturas do atual Gana e da Nigéria e ajudou a estabelecer instituições acadêmicas, incluindo o Museu Nacional de Gana e o departamento de arqueologia da Universidade de Gana. Começou a trabalhar com a Universidade de Ibadã em 1960, onde mais tarde fundou e desenvolveu o departamento de arqueologia. Liderou o departamento por mais de 10 anos antes de aposentar-se em 1974. 

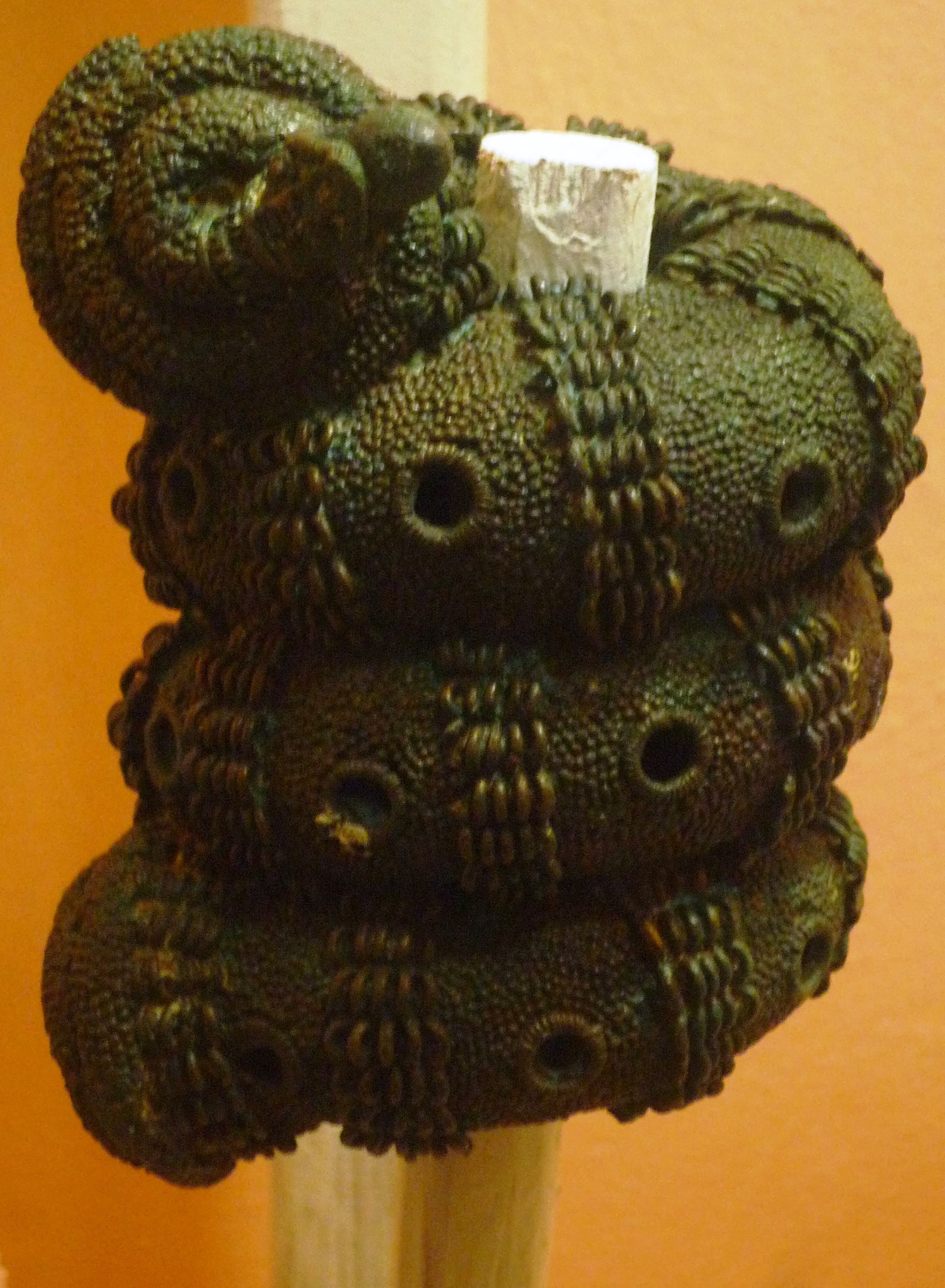
Ornamento de bronze do século 9 escavado por Charles Thurstan Shaw em Ibo-Ucu

As escavações de Shaw em Ibo-Ucu, na Nigéria, revelaram uma cultura nativa do século IX que criou um trabalho sofisticado em usinagem de bronze, independente de qualquer influência árabe ou europeia, e séculos antes de outros locais mais conhecidos no momento da descoberta.  
Foi premiado com o título da Ordem do Império Britânico (CBE) em 1972 por suas contribuições. Em 1989, foi nomeado chefe tribal na Nigéria. 
Além disso, trabalhou na expansão das comunicações sobre a arqueologia africana. Em 1964, fundou o Boletim Arqueológico da África Ocidental, que editou até 1970, enquanto de 1971 a 1975 editou o Jornal de Arqueologia da África Ocidental.

## Infância e educação
Nascido em Plymouth, Inglaterra, Thurstan Shaw era o segundo filho do reverendo John Herbert Shaw, um padre anglicano, e Grace Irene Woollatt. Foi educado na escola de Blundell, em Tiverton. Estudou Clássicos no Sidney Sussex College da Universidade de Cambridge, onde acrescentou Arqueologia. Shaw recebeu um BA (1 ª classe) em 1936 e foi premiado com um mestrado em 1941.

## Carreira acadêmica
Shaw foi encorajado por Louis Leakey a ir para a Costa do Ouro (mais tarde Gana) para trabalhar em arqueologia. Chegou em 15 de setembro de 1937 e começou como tutor do Comitê de Educação de Cambridge. Foi nomeado curador do Museu de Antropologia do Colégio Achimota, até 1945. Durante esse tempo realizou as primeiras escavações arqueológicas em Gana em Dawu, perto de Acra. Serviu no Cambridge Institute of Education de 1951 a 1964. 
Durante a década de 1950, Shaw ajudou a fundar e organizar as coleções do Museu Nacional de Gana e a estabelecer o departamento de arqueologia na Universidade de Gana. Estas faziam parte das instituições nacionais em desenvolvimento, à medida que Gana se voltava para a independência renovada. Eles apoiaram o estudo e a preservação do rico patrimônio da nação dentro de suas fronteiras.
Em 1959, Shaw foi convidado pelo departamento de antiguidades da Nigéria para realizar uma escavação em Ibo-Ucu, onde numerosos bronzes antigos haviam sido encontrados por um aldeão. Ibo-Ucu fica perto da antiga cidade de Onitsha, no leste da Nigéria. A escavação revelou peças de bronze que evidenciavam uma sofisticada civilização ibo do século IX, marcando a cultura metalúrgica mais desenvolvida da época. Os ibos estavam trabalhando neste local séculos antes do desenvolvimento de outros sites de bronze no que hoje é a Nigéria.[carece de fontes?]
Shaw retornou à cidade em 1964 e realizou mais duas escavações. Estas revelaram extensos bronzes, bem como milhares de pérolas de comércio, evidência de uma rede comercial que se estende ao Egito. Também encontrou evidências de práticas rituais relacionadas a enterros e locais sagrados.

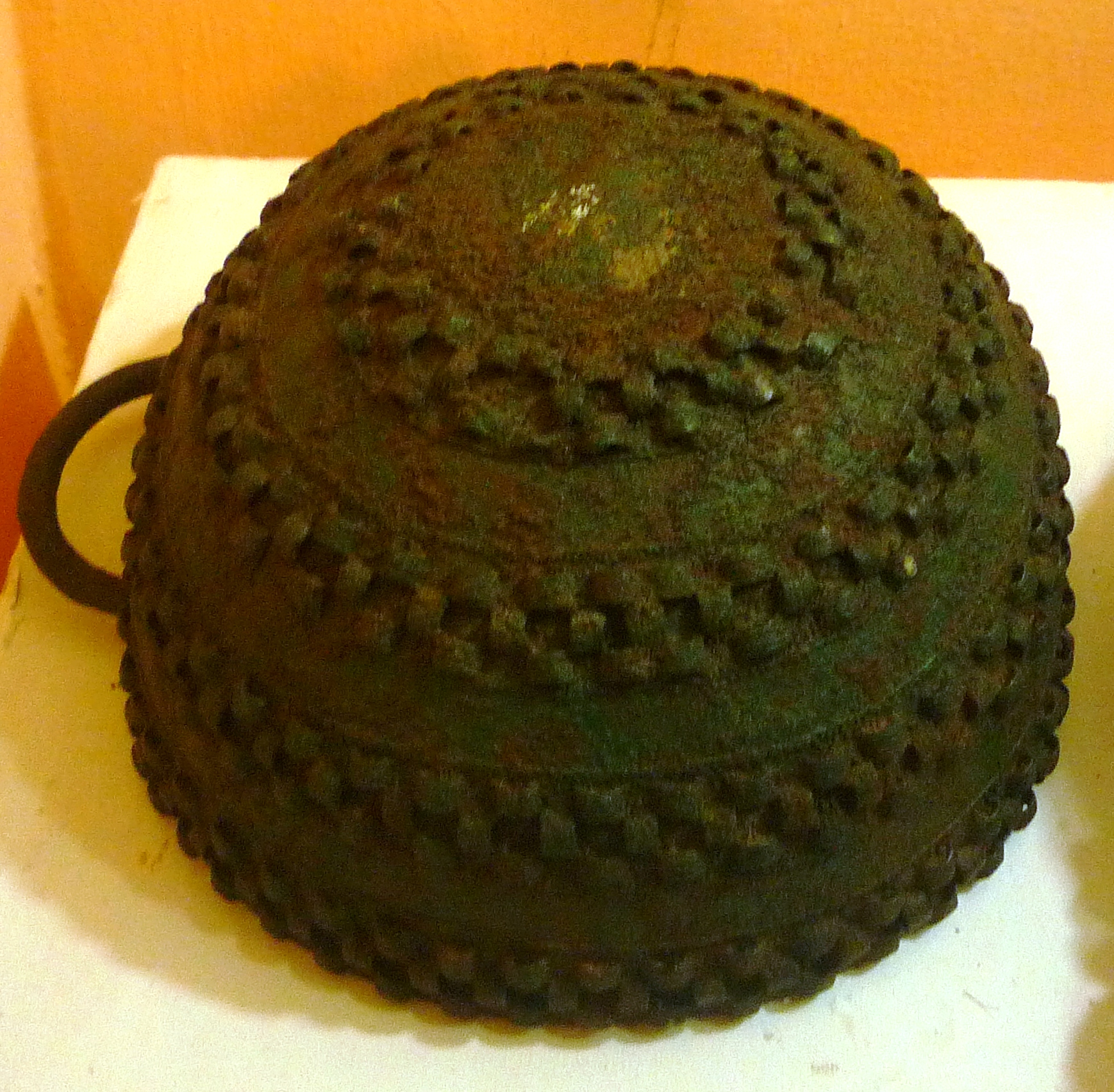
Pote de bronze do século IX escavado por Shaw em Ibo-Ucu

Em 1960, Shaw ingressou na Universidade de Ibadan, na Nigéria, onde em 1963 tornou-se professor pesquisador de arqueologia. Estabeleceu o departamento de arqueologia, treinando talentosos arqueólogos e liderando o departamento até aposentar-se em 1974. Baseado em uma avaliação de seu trabalho publicado, Cambridge concedeu a Shaw um Ph.D. em 1968.
De 1964 a 1970, Shaw foi editor do Boletim Arqueológico da África Ocidental, fundado por ele. Também editou o Jornal de Arqueologia da África Ocidental de 1971 a 1975. Escreveu sob o nome de Thurstan Shaw e o pseudônimo de Peter Woods.[carece de fontes?]
Retornou da Inglaterra para a África em 1976, quando foi nomeado Diretor de Estudos em Arqueologia e Antropologia no Magdalene College, em Cambridge, servindo nessa posição até 1979.

## Legado e honras
- Em 1972, Shaw foi premiado com o CBE por suas contribuições.[2]
- Em 1989, foi feito chefe tribal como Onuna Ekwulu Nri e como Onyafuonka da Ibolândia, em uma conferência internacional em Ibadã, em seu 75º aniversário.
- Em 2010, foi reconhecido no Congresso Arqueológico Mundial por ocasião do seu 96º aniversário.

## Vida pessoal
Em 1939, casou-se com Ione Magor e tiveram dois filhos e três filhas juntos; seus muitos netos incluem Julian Gough, que também foi para Sidney Sussex. Ione morreu em 1992. Em 2004 ele se casou com Pamela Jane Smith, historiadora da arqueologia.
Shaw era um pacifista e, em 1960, tornou-se um Quaker ativo e amplamente respeitado. Ele participou de atividades anti-guerra. Na Conferência Mundial de Arqueologia, em 1986, ele participou de um boicote contra acadêmicos sul-africanos como uma medida antiapartheid.
Depois de voltar para a Inglaterra, Shaw estava ativo em grupos de caminhada. Ele fundou a Icknield Way Association para reabrir e restaurar o caminho pré-histórico de Norfolk a Wiltshire.
Uma breve, afetiva e informativa conta, com fotografia, de Shaw como um estudante de graduação aparece na edição de junho de 1936 da revista Sidney Sussex, The Pheon.